# Гюнтер Кунке
Гюнтер Кунке (нім. Günter Kuhnke; 7 вересня 1912, Ельбінг — 11 жовтня 1990, Шортенс) — німецький офіцер-підводник, корветтен-капітан крігсмаріне, контрадмірал бундесмаріне. Кавалер Лицарського хреста Залізного хреста.

## Біографія
1 квітня 1932 року вступив на флот кадетом. Служив на броненосці «Адмірал Шеер». У вересні 1935 року переведений в підводний флот. З 28 жовтня 1938 по 16 листопада 1940 року командував підводним човном U-28 (Тип VII-A), на якому зробив 6 походів (провівши в морі в цілому 239 днів). Після початку Другої світової війни провів ряд операцій по встановленню мінних загороджень. 3 березня 1941 року отримав підводний човен U-125 (Тип IX-C), на якому здійснив 2 походи (100 днів). Учасник операції «Паукеншлаг». 15 грудня 1941 року відкликаний на берег і в січні 1942 року призначений командиром 10-ї флотилії підводних човнів у Франції. 24 серпня 1944 року прийняв командування над останнім човном флотилії, U-853, і 15 жовтня привів його у Фленсбург, де призначений командиром 33-ї флотилії підводних човнів. Всього за час військових дій потопив 13 кораблів загальною водотоннажністю 56 272 брт і пошкодив 2 корабля водотоннажністю 10 067 брт.
| Дата              | Назва                                                    | Тоннаж, брт | Країна             | Конвой |
| ----------------- | -------------------------------------------------------- | ----------- | ------------------ | ------ |
| 14 вересня 1939   | Vancouver City                                           | 4,955       | Британська імперія |        |
| 17 листопада 1939 | Sliedrecht                                               | 5,133       | Нідерланди         |        |
| 25 листопада 1939 | Royston Grange                                           | 5,144       | Британська імперія | SL-8B  |
| 21 січня 1940     | Protesilaus (безповоротно втрачений; підірвався на міні) | 9,577       | Британська імперія |        |
| 9 березня 1940    | P. Margaronis                                            | 4,979       | Греція             |        |
| 11 березня 1940   | Eulota                                                   | 6,236       | Нідерланди         |        |
| 18 червня 1940    | Sarmatia                                                 | 2,417       | Фінляндія          |        |
| 19 червня 1940    | Adamandios Georgandis                                    | 3,443       | Греція             |        |
| 21 червня 1940    | HMS Cape Howe (X 02)                                     | 4,443       | Британська імперія |        |
| 27 серпня 1940    | Eva                                                      | 1,599       | Норвегія           | SC-1   |
| 28 серпня 1940    | Kyno                                                     | 3,946       | Британська імперія | HX-66  |
| 9 вересня 1940    | Mardinian                                                | 2,434       | Британська імперія | SC-2   |
| 11 вересня 1940   | Harpenden (d.)                                           | 4,678       | Британська імперія | OA-210 |
| 11 вересня 1940   | Maas                                                     | 1,966       | Нідерланди         | OA-210 |
| 26 Oct 1940       | Matina (d.)                                              | 5,389       | Британська імперія |        |

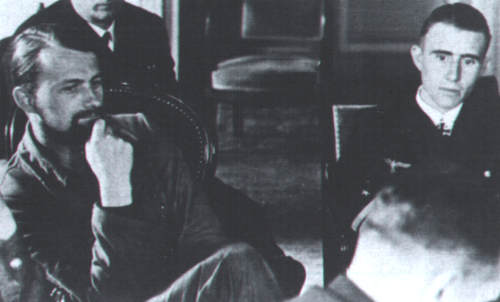
Кунке (ліворуч) і Генріх Лібе.

У 1955 вступив в ВМС ФРН, командував ескадреним міноносцем Z-2. З 1966 року — начальник Морського управління. 30 вересня 1972 вийшов у відставку.

## Звання
- Кандидат в офіцери (1 квітня 1931)
- Кадет (1 квітня 1932)
- Фенріх-цур-зее (1 квітня 1933)
- Обер-фенріх-цур-зее (1 січня 1935)
- Лейтенант-цур-зее (1 квітня 1935)
- Оберлейтенант-цур-зее (1 січня 1937)
- Капітан-лейтенант (1 жовтня 1939)
- Корветтен-капітан (1 березня 1943)
- Фрегаттен-капітан (16 червня 1956)
- Капітан-цур-зее (16 жовтня 1962)
- Адмірал флотилії (28 січня 1965)
- Контр-адмірал (1 квітня 1966)

## Нагороди
- Медаль «За вислугу років у Вермахті» 4-го класу (4 роки; 2 жовтня 1936)
- Залізний хрест
  - 2-го класу (29 вересня 1939)
  - 1-го класу (1 жовтня 1939)
- Лицарський хрест Залізного хреста (19 вересня 1940)
- Хрест Воєнних заслуг 2-го класу з мечами (30 січня 1944)
- Орден «За заслуги перед Федеративною Республікою Німеччина»
  - командорський хрест (26 червня 1969)
  - великий офіцерський хрест (30 вересня 1972)